# جوك مونرو
جوك مونرو (بالإنجليزية: Jock Munro)‏ هو لاعب كرة قدم بريطاني (وحمل سابقاً جنسية المملكة المتحدة لبريطانيا العظمى وأيرلندا) في مركز الظهير، ولد في 14 أبريل 1893 في المملكة المتحدة، وتوفي في 8 مايو 1917 في باد كاليه في فرنسا. لعب مع نادي أبردين.